# Anna Trzecińska
Anna Renata Trzecińska z domu Salamon (ur. 16 listopada 1958 w Warszawie) – polska ekonomistka i urzędnik państwowy. W latach 2005–2008 członek Zarządu Narodowego Banku Polskiego, w latach 2014–2020 wiceprezes NBP.

## Życiorys
Ukończyła studia na Wydziale Ekonomiki Produkcji Szkoły Głównej Planowania i Statystyki w Warszawie. Od 1983 do 2008 pracowała w Narodowym Banku Polskim. W 1993 została zastępcą dyrektora Departamentu Polityki Pieniężno-Kredytowej, a w 1998 objęła stanowisko dyrektora tego departamentu. Od czerwca 2005 do grudnia 2008 pełniła funkcję członka Zarządu NBP. Wchodziła również w skład rady nadzorczej Korporacji Ubezpieczeń Kredytów Eksportowych (1997–2004), Komitetu Polityki Ubezpieczeń Eksportowych (2001–2005), rady Krajowego Depozytu Papierów Wartościowych (2004–2005), rady Międzynarodowego Banku Współpracy Gospodarczej w Moskwie (2002–2009).
W 2009 była dyrektorem w PKO Banku Polskim. W listopadzie tegoż roku objęła stanowisko zastępcy prezesa Bankowego Funduszu Gwarancyjnego. W październiku 2014 prezydent Bronisław Komorowski powołał ją na urząd wiceprezesa Narodowego Banku Polskiego na sześcioletnią kadencję (od 3 listopada 2014). Powierzono jej odpowiedzialność za pion operacji oraz administrację, informatykę i telekomunikację oraz statystykę. Przez całą kadencję nadzorowała departamenty operacji krajowych, operacji zagranicznych oraz statystyki. Stanowisko to zajmowała do listopada 2020, później w tym samym miesiącu objęła funkcję doradcy prezesa NBP Adama Glapińskiego. W latach 2015–2016 była członkinią Komisji Nadzoru Finansowego jako przedstawiciel NBP.